# Червенушка
 Тази статия е за пойната птица.  За гъбата вижте Полска печурка.  
Червенушката (Pyrrhula pyrrhula) е дребна пойна птица, срещаща се и на територията на България. Размерите са ѝ като на домашно врабче и има изразен полов диморфизъм, мъжкият е оцветен по-ярко и е с червеникави гърди, и двата пола са с черна горна част на главите. Човката е къса и масивна. Песента е приятна и мелодична.

## Разпространение
Среща се почти навсякъде в Европа с изключение на южните части на Иберийския полуостров и на някои места в Азия. Обитава гористи местности, може да се срещне също и в паркове и градини, зимно време слиза от планините и често се приближава до човешки поселения. В много иглолистни гори е често срещана.

## Начин на живот и хранене
Води уседнал начин на живот. Храни се със семена от дървета, някои зелени части на растения, пъпки, плодчета, насекоми и паячета. Малките също се хранят и с омекотени семена.

## Размножаване
Моногамни птици, младите мъжки обикновено през февруари се отделят от семейната си групичка и започват да пеят привличайки женски, след дълго ухажване, като се оформи двойката, тя най-често остава за цял живот. Гнезденето започва в края на април, началото на май. Гнездото се намира на 2 – 5 метра височина на най-крайните клонки на върха дървото. То е полусферично добре изплетено отвън с груби, а отвътре с фини сламки и клонки. Женската снася 5 – 6 белезникави изпъстрени нарядко с ръждиви петънца яйца, които мъти в продължение на 12 – 24 дни, през това време мъжкият я храни. Гнезди веднъж годишно. Малките остават с родителите си до началото на следващия размножителен период, а понякога и след това образувайки фамилни групички от по няколко двойки.

## Допълнителни сведения
Червенушката понякога е отглеждана като декоративна птица заради красивите си цветове и приятна песен. Когато е взета от малка се държи напълно като домашно канарче и е привързана към собственика си. На територията на България се счита за застрашен вид и улавянето, продажбата и убиването и са забранени от закона.